# Kristiansand
Kristiansan (trước đây là "Christianssand") là một thành phố và đô thị, thủ phủ của hạt Vest-Agder, Na Uy. Đô thị Kristiansand là đô thị lớn thứ 5 ở Na Uy với dân số 1/1/2008 là 78.919 người. Khu vực nội thành Kristiansand có dân số 64.930 người vào thời điểm ngày 1/1/2006, là khu vực đô thị lớn thứ 8 ở Na Uy. Kristiansand là thành phố cảng biển ở nam Na Uy, bên eo biển Skagerrak. Thành phố này là thủ phủ của hạt Vest-Agder. Thành phố này có diện tích km2, dân số người. Kristiansand được vua Christian IV – vua Đan Mạch và Na Uy thành lập năm 1641. Các ngành chủ yếu của thành phố này là: giấy, gỗ, du lịch. Thành phố có Sân bay Kristiansand.